# L'Hiver bleu
Pour plus de détails, voir Fiche technique et Distribution.

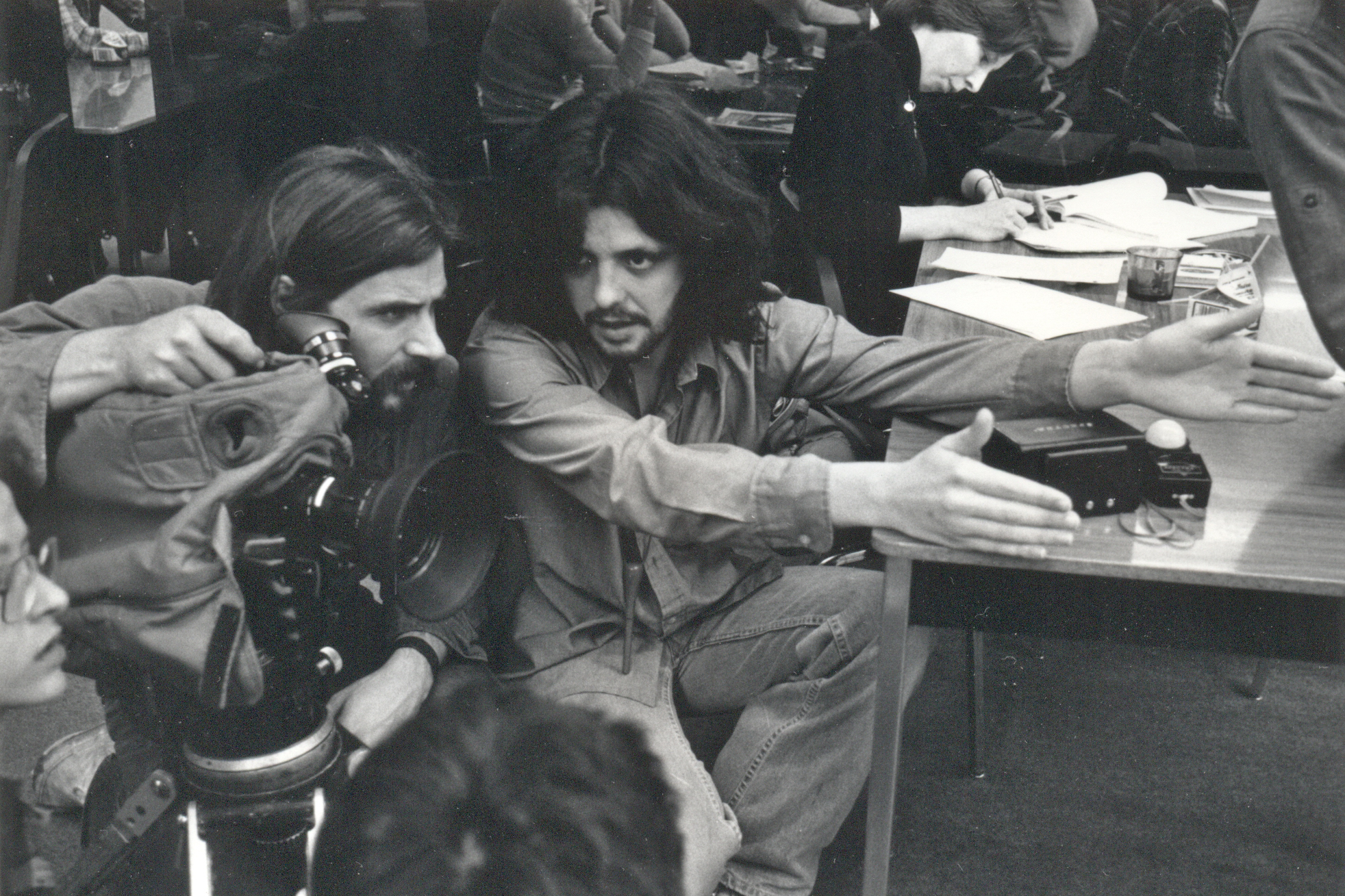
Alain Dupras et André Blanchard durant le tournage

L'Hiver bleu est un film québécois réalisé par André Blanchard.
Il s'agit du deuxième long métrage du réalisateur québécois André Blanchard après Beat  tourné en 1976, dans sa ville d'adoption, Rouyn-Noranda en Abitibi-Témiscamingue.
Tourné au cours de l'hiver de 1978, le film trace le portrait de deux sœurs qui se questionnent sur la pertinence de rester ou de partir de leur région natale sur un fond de critique sociale du Québec de la fin des années 1970.
Le film L'Hiver bleu compte sur une distribution d’acteurs et de participants locaux.

## Synopsis
Deux jeunes filles quittent leur petit village natal de l'Abitibi-Témiscamingue. La cadette se trouve un travail dans un restaurant de Rouyn, en espérant gagner rapidement de quoi partir en voyage pour l'Amérique du Sud. L'aînée délaisse de plus en plus les études qu'elle comptait poursuivre au Cégep et découvre la réalité ouvrière et les idéaux socialistes. L'une partira, et l'autre restera.

## Fiche technique
- Titre original : L'Hiver bleu[4],[5].
- Pays d'origine : Canada
- Réalisateur : André Blanchard
- Producteur : Marguerite Duparc (Cinak)
- Producteur délégué : Louis Dallaire
- Scénario : André Blanchard avec la collaboration de Jeanne-Mance Delisle.
- Direction de la photographie : Alain Dupras
- Son : Robert Girard
- Musique : Abbittibbi

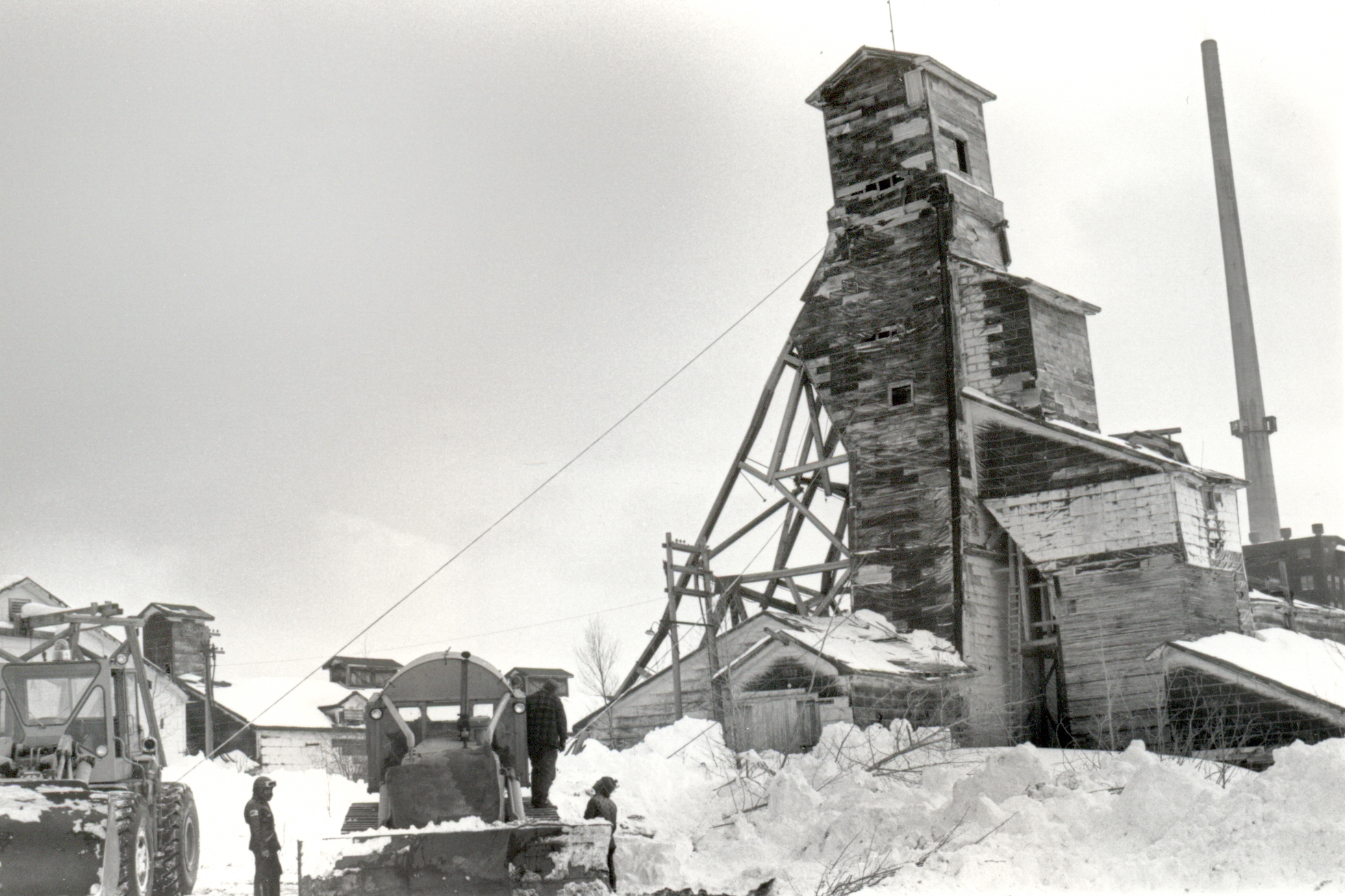
Démolition du puits de la mine Duparquet

- Tournage du plan-séquence pour le générique au centre-villeDémolition du puits de la mine Duparquet Montage : Francis van den Heuvel et Ginette Leduc

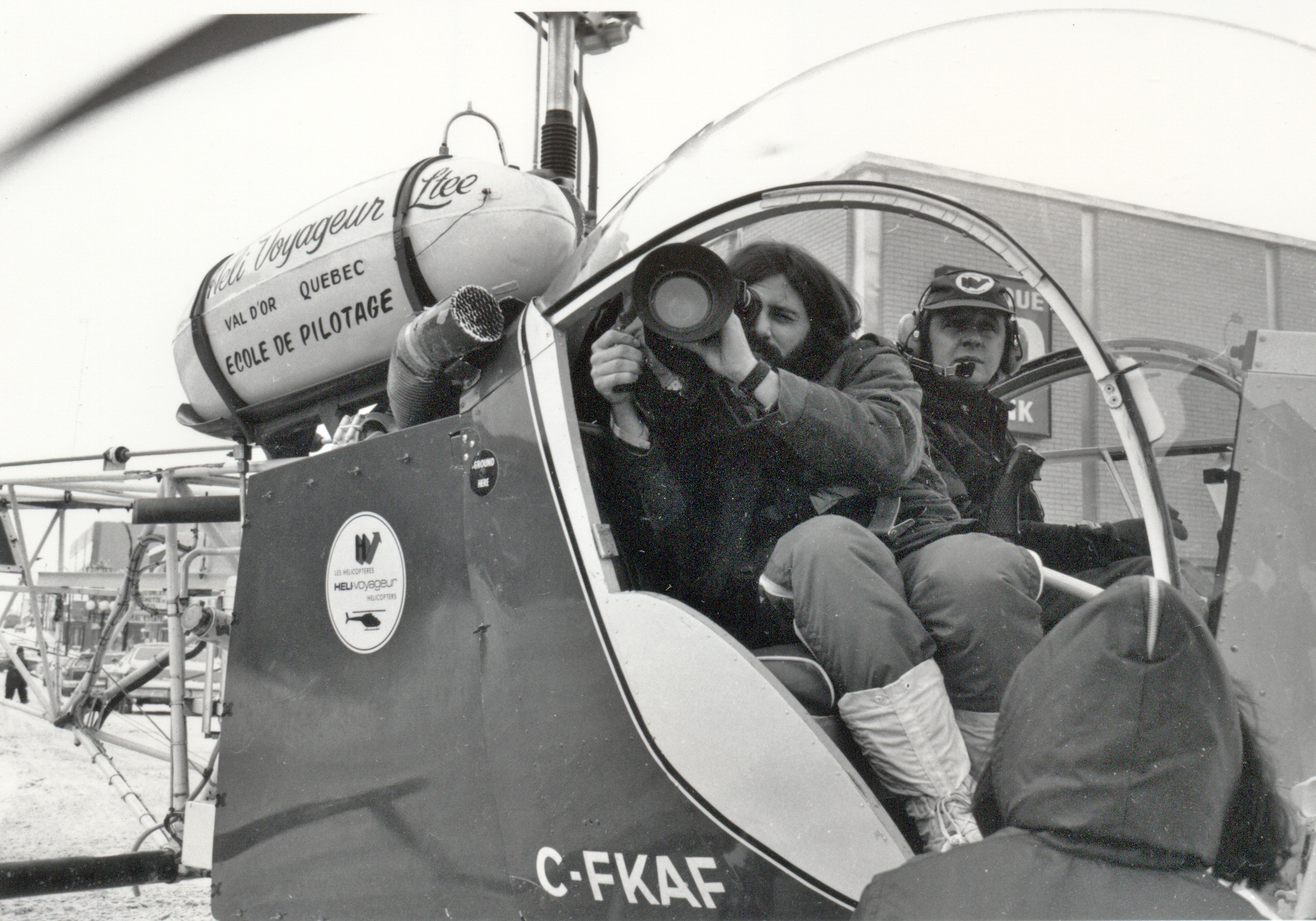
Tournage du plan-séquence pour le générique au centre-ville

- Photographe de plateau: François Ruph
- Genre : Fiction
- Durée: 81 minutes
- Date de sortie : 1979

## Distribution
- Christiane Lévesque
- Nicole Scant
- Lise Pichette
- Alice Pommerleau
- Michel Chénier
- Réjean Roy

## Production
La société de production, Cinak compagnie cinématographique Ltée, propriété de Marguerite Duparc et de Jean-Pierre Lefebvre a produit le film avec la participation financière de la SDICC et de l'Institut québécois du cinéma. La distribution a été effectuée par les Films du Crépuscule et K-Films Vidéo (VHS).

## Prix
- 1979 : L'Hiver bleu, Ducat d'or au Festival de Mannheim.
- 1979 : L'Hiver bleu, Prix de la Critique québécoise pour le long métrage de fiction[7],[8].